# 浦崎源次
浦崎 源次（うらさき げんじ、1950年8月- ）は、日本の教育学者である。現在は群馬大学教育学部学校教育教員養成講座障害児教育専攻教授。専門は障害児教育。

## 来歴・人物
- 1950年8月　福岡県で出生。
- 1974年3月　東京教育大学教育学部特殊教育学科卒業。
- 1982年3月　筑波大学大学院教育学研究科教育学単位取得満期退学

現在は群馬大学教育学部学校教育講座障害児教育専攻教授。

## 専門分野
- 障害児教育における教科教育

（発達・特別支援）

## 著書・論文

### 著書
- 『入門保育原理』 （福村出版、1996年）
- 『障害児・者の発達と福祉』 （福村出版、1997年）
- 『障害学入門』 （福村出版、1998年）
- 『障害者福祉論』 （黎明書房、2001年）
- 『障害児発達支援基礎用語事典』 （川島書店、2002年）
- 『障害児のための授業法ハンドブック』 （コレール社、2002年）
- 『教育用語辞典』 （ミネルヴァ書房、2003年）

### 論文
- 国立情報学研究所収録論文 国立情報学研究所.2010.05.23閲覧。
- 『知的障害児に対する金銭処理の系統的な指導について』　群馬大学教育実践研究 （大学・研究所等紀要、2001年）
- 『教育課程からみた『準ずる教育』の検討（1）－知的障害養護学校における『総合的な学習の時間』をめぐって－』 群馬大学教育学部紀要人文・社会科学編 （大学・研究所等紀要、2002年）
- 『知的障害教育における学習課題の設定と学習活動の工夫　－未測量の指導実践をもとにして－（共著）群馬大学教育実践研究 （大学・研究所等紀要、2002年）
- 『知的障害教育における学習課題の設定と学習活動の工夫－未測量の指導実践をもとにして－』　群馬大学教育実践研究 （大学・研究所等紀要、2002年）
- 『生徒の活動を重視した課題設定の工夫－量感を深める長さの指導－』　運動障害教育・福祉研究 （大学・研究所等紀要、2002年）
- 『学習障害概念の実践的意義の検討』群馬大学教育実践研究 （大学・研究所等紀要、2003年）
- 『個別の指導計画を授業に生かす工夫－「個別の集団化資料群」の活用』　運動障害教育・福祉研究（大学・研究所等紀要、2004年）
- 『「遊びの指導」と「遊びによる指導」を１つの授業として構想した実践』　群馬大学教育実践研究（大学・研究所等紀要、2006年）

## 所属学会
- 日本教育学会
- 日本特殊教育学会
- 日本教育方法学会
- 日本カリキュラム学会
- 日本保育学会
- 日本社会福祉学会
- 日本発達障害学会